# Atto von Vercelli
Atto von Vercelli, oder seltener Atto II. (* um 885; † 960/961), ist für seine vielfältigen Briefe, Predigten und Schriften bekannt, die er als Bischof des norditalienischen Bistums Vercelli (924 bis zum Tode 960/961) verfasste. Gelegentlich wird er auch als Atto II. bezeichnet, um ihn von einem namensgleichen Bischof von Vercelli, aus der Mitte des 8. Jahrhunderts zu unterscheiden.
Atto entstammt als Sohn des Viskont Aldegarius dem langobardischen Adel und besaß, nach seinem 948 aufgesetzten Testament, umfangreiche Grundherrschaften in den Alpentälern nördlich Mailands. Bevor er zum Bischof des kleinen Bistums Vercelli ernannt wurde, war er als Mönch und gelehrter Theologe und Kanonist tätig. Nachdem er 924 zum Bischof geweiht worden war, gehörte seine Loyalität dem burgundischen Karolingernachfahren Hugo von Vienne, der seit 926 in Oberitalien mit Gewalt seine Königsherrschaft durchsetzte, aber vergeblich nach der Kaiserkrone strebte. 945 wechselte Atto zur Partei des Markgrafen Berengar II. von Ivrea, der zunächst nicht nach dem Thron strebte. 948 geht Atto, wahrscheinlich im Einverständnis mit Berengar an den Hof des verstorbenen Hugo von Vienne und dient dessen Sohn Lothar als Mitglied des königlichen Rates. Nach dem unerwarteten Tod Lothars zieht sich Atto aus dem politischen Leben zurück.

## Werk
Seine gelehrten Briefe, Predigten und Schriften sind heute noch aus zwei zeitnahen Codices des bischöflichen Scriptoriums von Vercelli erhalten. Verschiedene seiner Schriften wurden zuerst veröffentlicht von dem Benediktinermönch Luc d’Achery (1609–1685) in seinem Spicilegium (Band 8, 1668). 1832 werden weitere 18 Predigten und sein Polypticum, eine Abhandlung zur Moralphilosophie, verlegt.
Unter seinen vielfältigen Arbeiten befinden sich auch zwei "politische" Werke. In De pressuris ecclesiastics (Die Bedrückung der Kirche) weist er deutlich und konsequent die zeitgenössische Form laikaler Adelsherrschaft über die Kirche und Kirchengut zurück. In seinem, durch den stark manierierten Schreibstil schwer verständlichen und daher folgenlos gebliebenen Werk Polipticum quod appellatur perpendiculum (Vielblätterbuch, genannt Senkblei), stellt Atto die Techniken des Machtgewinns und Machterhalts unter tyrannischer Herrschaft klar dar. Das Modell Attos passt dabei durchaus zu den  oberitalienischen Verhältnissen der ersten Hälfte des 10. Jahrhunderts.

## Werke und Ausgaben
- De pressuris ecclesiastics
- Attonis qui fertur polipticum quod appellatur perpendiculum. Eingel., hrsg. und übers. von Georg Goetz. Leipzig: Teubner 1922 (Abhandlungen der philologisch-historischen Klasse der Sächsischen Akademie der Wissenschaften 37,2)